# Marie-Louise Verwée
 (janvier 2012).
Si vous disposez d'ouvrages ou d'articles de référence ou si vous connaissez des sites web de qualité traitant du thème abordé ici, merci de compléter l'article en donnant les références utiles à sa vérifiabilité et en les liant à la section « Notes et références ».
Marie-Louise Verwée, née le 6 juillet 1906 à Bruxelles et morte à Pau le 8 août 2010, est un peintre belge.

## Biographie
Née à Bruxelles  en 1906, elle étudie à l'Académie Royale des Beaux-arts où elle a pour maître Constant Montald, qui eut parmi ses élèves René Magritte. Titulaire d'une licence, elle enseigne l'art et l'archéologie, tout en se consacrant à la peinture.
À la fin des années 1930, son travail est reconnu par le milieu pictural, comme en témoigne une dédicace de James Ensor qui se déclare "son admirateur". En 1942, elle épouse Jean-Yves Eichenberger, ingénieur civil des Mines, celui-ci occupera de hautes responsabilités dans différents pays. En 1944, il est ingénieur du fond aux mines de Dourges, puis de 1944 à fin 1947, aux Houillères nationales du bassin du Nord et du Pas-de-Calais. Marie-Louise Verwée  peint alors avec beaucoup de réalisme des portraits de mineurs du Pays Noir qu’elle exposera avec des peintures sur d’autres thèmes à Douai, Lille, Béthune.
La carrière de Jean-Yves Eichenberger se poursuit, ce qui le mène du siège des Houillères nationales, à la direction des Affaires africaines, à la direction de la société Bauxites du Midi, à de nombreuses fonctions dans le domaine des industries minières et métallurgiques à un niveau international. Toutes ces années, Marie-Louise Eichenberger suit très souvent son mari et peint, toujours sous son nom de jeune fille, tant des portraits que les paysages et les lieux où ils se rendent à travers le monde : le Danemark, la Suède, l’Espagne, l’Angleterre, la Hollande, la Hongrie, l’Afrique, notamment la Guinée et le Sénégal où elle rencontre le poète Léopold Sédar Senghor, la Jamaïque, le Brésil, le Mexique, les États-Unis, le Canada… Elle crée aussi des tableaux sur des thèmes religieux et assure la décoration d'églises ou salles de concert par de grandes fresques.
Son père Willebrord Louis Alphonse Paul Verwée, industriel, a parmi ses ascendants le peintre belge Alfred Verwée né à Saint-Josse-ten-Noode en 1838 et décédé à Schaerbeek en 1895. Peintre paysagiste et animalier, ses vaches dans les prés rivalisaient avec les peintures de la française Rosa Bonheur. Sa renommée était grande en Belgique et il aura son monument à Schaerbeek. Un autre peintre de la famille était Louis-Charles Verwée, connu pour ses portraits et ses scènes de genre. Sa mère, Joséphine Julie Rochette, était de la lignée de Joséphine Raoul-Rochette qui eut son portrait dessiné par Jean-Auguste-Dominique Ingres en 1834. C’est ainsi que Marie-Louise Verwée fit des études artistiques à l’Académie royale des Beaux-Arts de Bruxelles.

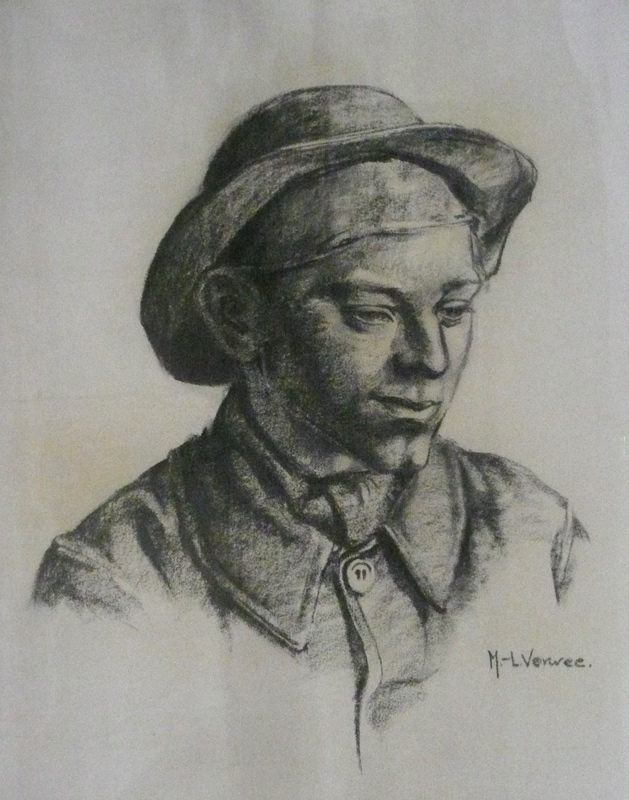
Gueule
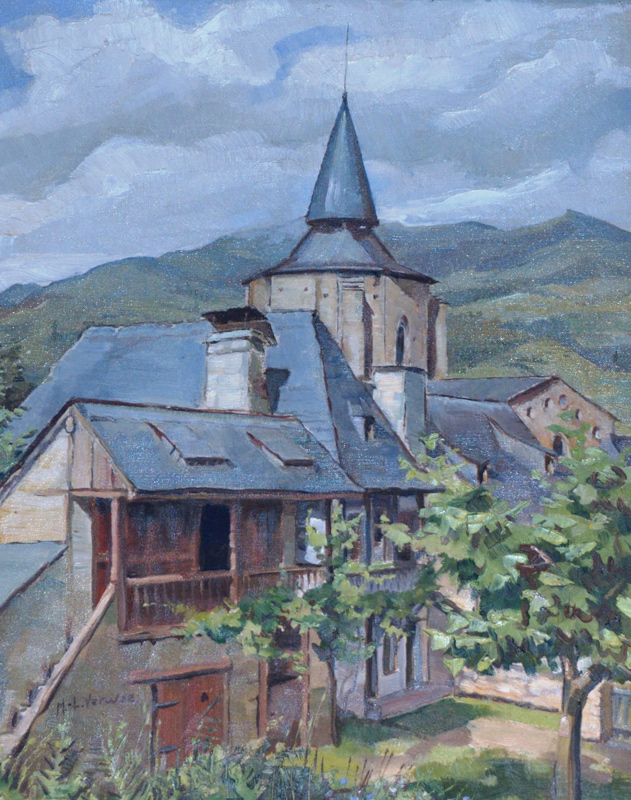
Saint-Savin Hautes-Pyrenees, huile sur toile
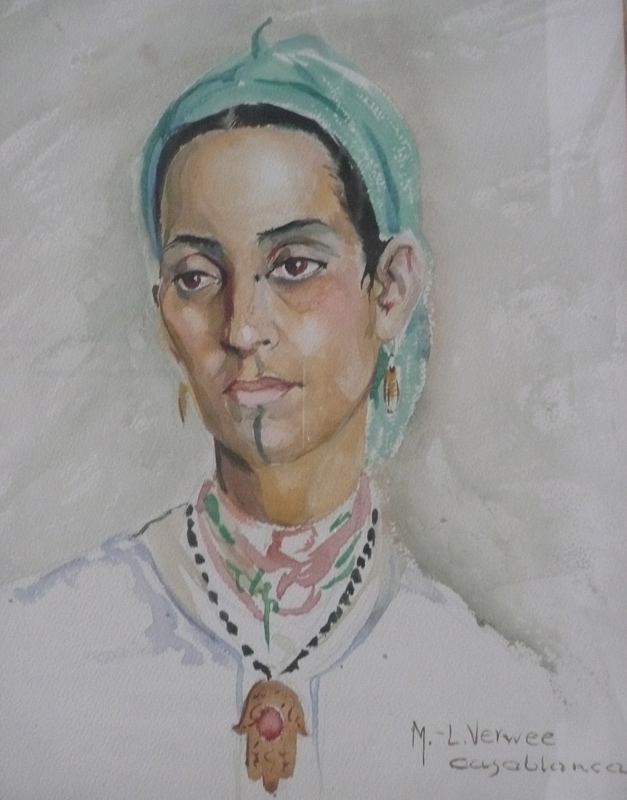
Casablanca portrait au pastel